# Миколаївсько-Новоросійська сільська рада
Микола́ївсько-Новоросі́йська сільська́ ра́да — колишня адміністративно-територіальна одиниця та орган місцевого самоврядування в Саратському районі Одеської області. Адміністративний центр — село Миколаївка-Новоросійська.

## Загальні відомості
- Територія ради: 41,9 км²
- Населення ради: 1 218 осіб (станом на 2001 рік)
- Територією ради протікає річка Хаджидер

## Населені пункти
Сільській раді підпорядковані населені пункти:
- с. Миколаївка-Новоросійська

## Населення
Згідно з переписом УРСР 1989 року чисельність наявного населення сільської ради становила 1238 осіб, з яких 544 чоловіки та 694 жінки.
За переписом населення України 2001 року в сільській раді мешкало 1218 осіб.

### Мова
Розподіл населення за рідною мовою за даними перепису 2001 року:
| Мова       | Відсоток |
| ---------- | -------- |
| українська | 82,92 %  |
| російська  | 14,04 %  |
| молдовська | 1,81 %   |
| болгарська | 1,23 %   |

## Склад ради
Рада складається з 16 депутатів та голови.
- Голова ради: Кудряшов Вячеслав Миколайович
- Секретар ради: Сербенюк Галина Олексіївна

### Керівний склад попередніх скликань
| Прізвище, ім'я, по батькові   | Основні відомості                                                 | Дата обрання | Дата звільнення |
| ----------------------------- | ----------------------------------------------------------------- | ------------ | --------------- |
| Кудряшов Вячеслав Миколайович | Сільський голова, 1965 року народження, безпартійний              | 26.03.2006   | 31.10.2010      |
| Кудряшов Вячеслав Миколайович | Сільський голова, 1962 року народження, освіта вища, безпартійний | 31.10.2010   |                 |

Примітка: таблиця складена за даними сайту Верховної Ради України

### Депутати
За результатами місцевих виборів 2010 року депутатами ради стали:

#### За суб'єктами висування
| Суб'єкт висування            | Кількість обраних депутатів | %  |
| ---------------------------- | --------------------------- | -- |
| Самовисування                | 12                          | 75 |
| Соціалістична партія України | 4                           | 25 |

#### За округами
| № округу                     | Прізвище, ім'я, по батькові       | Дата визнання обраним | Освіта             | Партійна приналежність             | Відомості про обраного депутата                                  |
| ---------------------------- | --------------------------------- | --------------------- | ------------------ | ---------------------------------- | ---------------------------------------------------------------- |
| Соціалістична партія України |                                   |                       |                    |                                    |                                                                  |
| 2                            | Коробов Володимир Володимирович   | 05.11.2010            | середня            | член Соціалістичної партії України | Б-Дністровський хлібозавод, охоронець                            |
| 9                            | Харлан Олександр Миколайович      | 05.11.2010            | вища               | член Соціалістичної партії України | фермерське господарство, голова                                  |
| 14                           | Клевець Тетяна Владиславівна      | 05.11.2010            | середня спеціальна | член Соціалістичної партії України | приватний підприємець                                            |
| 16                           | Олійниченко Людмила Дмитрівна     | 05.11.2010            | вища               | член Соціалістичної партії України | сільськогосподарський виробничий кооператив «Прогрес», економіст |
| Самовисування                |                                   |                       |                    |                                    |                                                                  |
| 1                            | Сандуляк Тетяна Леонтіївна        | 05.11.2010            | середня спеціальна | член Партії регіонів               | сільська рада, касир                                             |
| 3                            | Алекса Валентина Борисівна        | 05.11.2010            | середня            | позапартійна                       | «Одеса рибхоз», реалізатор                                       |
| 4                            | Кутєпова Наталя Петрівна          | 05.11.2010            | середня спеціальна | член Партії регіонів               | сільська рада, бухгалтер                                         |
| 5                            | Лабунець Алла Олександрівна       | 05.11.2010            | середня спеціальна | член Партії регіонів               | дитячий садок, вихователь                                        |
| 6                            | Фоменчук Андрій Андрійович        | 05.11.2010            | середня            | позапартійний                      | приватний підприємець                                            |
| 7                            | Сербенюк Галина Олексіївна        | 05.11.2010            | середня спеціальна | позапартійна                       | сільська рада, секретар                                          |
| 8                            | Тома Святослав Леонідович         | 05.11.2010            | середня            | член Партії регіонів               | «Господар — 4», фермер                                           |
| 10                           | Чепель Сергій Іванович            | 05.11.2010            | вища               | позапартійний                      | епідеміологічна служба, лікар                                    |
| 11                           | Чепель Ніна Леонідівна            | 05.11.2010            | вища               | член Народної партії               | сільськогосподарський виробничий кооператив «Прогрес», бухгалтер |
| 12                           | Демченко Тетяна Миколаївна        | 05.11.2010            | вища               | член Партії регіонів               | сільська рада, землевпорядник                                    |
| 13                           | Безотосний Анатолій Володимирович | 05.11.2010            | середня            | член Партії регіонів               | ООО «Дорінвест», робочий                                         |
| 15                           | Захаркевич Клавдія Вікторівна     | 05.11.2010            | вища               | позапартійна                       | дитячий садок, вихователь                                        |